# Unione Sovietica ai Giochi della XV Olimpiade
L'Unione Sovietica ha partecipato ai Giochi della XV Olimpiade, svoltisi ad Helsinki, dal 19 luglio al 3 agosto 1952,
con una delegazione di 295 atleti, di cui 40 donne, impegnati in 18 discipline,
aggiudicandosi 22 medaglie d'oro, 30 medaglie d'argento e 19 medaglie di bronzo.

## Medagliere

### Per discipline
| Sport              | Oro | Argento | Bronzo | Totale |
| ------------------ | --- | ------- | ------ | ------ |
| Ginnastica         | 9   | 11      | 2      | 22     |
| Lotta greco-romana | 4   | 1       | 2      | 7      |
| Sollevamento pesi  | 3   | 3       | 1      | 7      |
| Atletica leggera   | 2   | 8       | 7      | 17     |
| Lotta libera       | 2   | 1       | 0      | 3      |
| Canottaggio        | 1   | 2       | 0      | 3      |
| Tiro               | 1   | 1       | 2      | 4      |
| Pugilato           | 0   | 2       | 4      | 6      |
| Pallacanestro      | 0   | 1       | 0      | 1      |
| Canoa/kayak        | 0   | 0       | 1      | 1      |
| Totale             | 22  | 30      | 19     | 71     |

### Medaglie
| Medaglia | Atleta | Sport              | Evento                           |
| -------- | --- | ------------------ | -------------------------------- |
| Oro      | Galina Zybina | Atletica leggera   | Getto del peso femminile         |
| Oro      | Nina Romaškova | Atletica leggera   | Lancio del disco femminile       |
| Oro      | Jurij Tjukalov | Canottaggio        | Singolo maschile                 |
| Oro      | Viktor Čukarin Hrant Šahinyan Valentin Muratov Evgenij Korol'kov Vladimir Beljakov Iosif Berdiyev Michail Perl'man Dmytro Leonkin                 | Ginnastica         | Concorso a squadre maschile      |
| Oro      | Viktor Čukarin | Ginnastica         | Concorso individuale maschile    |
| Oro      | Viktor Čukarin | Ginnastica         | Volteggio maschile               |
| Oro      | Hrant Šahinyan | Ginnastica         | Anelli                           |
| Oro      | Viktor Čukarin | Ginnastica         | Cavallo con maniglie             |
| Oro      | Marija Gorochovskaja Nina Bočarova Galina Minaičeva Galina Urbanovič Pelageja Danilova Galina Šamraj Medea Jugeli Ekaterina Kalinčuk              | Ginnastica         | Concorso a squadre femminile     |
| Oro      | Marija Gorochovskaja | Ginnastica         | Concorso individuale femminile   |
| Oro      | Ekaterina Kalinčuk | Ginnastica         | Volteggio femminile              |
| Oro      | Nina Bočarova | Ginnastica         | Trave                            |
| Oro      | Boris Gurevič | Lotta greco-romana | Pesi mosca                       |
| Oro      | Jakov Punkin | Lotta greco-romana | Pesi piuma                       |
| Oro      | Šazam Safin | Lotta greco-romana | Pesi leggeri                     |
| Oro      | Johannes Kotkas | Lotta greco-romana | Pesi massimi                     |
| Oro      | Davit Tsimak'uridze | Lotta libera       | Pesi medi                        |
| Oro      | Arsen Mek'ok'ishvili | Lotta libera       | Pesi massimi                     |
| Oro      | Ivan Udodov | Sollevamento pesi  | Pesi gallo                       |
| Oro      | Rafaėl' Čimiškjan | Sollevamento pesi  | Pesi piuma                       |
| Oro      | Trofim Lomakin | Sollevamento pesi  | Pesi massimi-leggeri             |
| Oro      | Anatolij Bogdanov | Tiro               | Carabina 300 metri tre posizioni |
| Argento  | Jurij Lituev | Atletica leggera   | 400 metri ostacoli               |
| Argento  | Vladimir Kazancev | Atletica leggera   | 3000 metri siepi                 |
| Argento  | Boris Tokarev Lev Kaljaev Levan Sanadze Vladimir Sucharev                                                                                         | Atletica leggera   | Staffetta 4×100 metri maschile   |
| Argento  | Leonid Ščerbakov | Atletica leggera   | Salto triplo                     |
| Argento  | Marija Golubničaja | Atletica leggera   | 80 metri ostacoli                |
| Argento  | Aleksandra Čudina | Atletica leggera   | Salto in lungo femminile         |
| Argento  | Elizaveta Bagrjanceva | Atletica leggera   | Lancio del disco femminile       |
| Argento  | Aleksandra Čudina | Atletica leggera   | Lancio del giavellotto femminile |
| Argento  | Heorhij Zhylin Ihor Jemchuk | Canottaggio        | Due di coppia maschile           |
| Argento  | Yevgeny Brago Vladimir Rodimushkin Aleksey Komarov Igor Borisov Slava Amiragov Leonid Gissen Yevgeny Samsonov Vladimir Kryukov Tim: Igor Polyakov | Canottaggio        | Otto maschile                    |
| Argento  | Hrant Šahinyan | Ginnastica         | Concorso individuale maschile    |
| Argento  | Viktor Čukarin | Ginnastica         | Parallele simmetriche            |
| Argento  | Viktor Čukarin | Ginnastica         | Anelli                           |
| Argento  | Hrant Šahinyan | Ginnastica         | Cavallo con maniglie             |
| Argento  | Evgenij Korol'kov | Ginnastica         | Cavallo con maniglie             |
| Argento  | Marija Gorochovskaja Nina Bočarova Galina Minaičeva Galina Urbanovič Pelageja Danilova Galina Šamraj Medea Jugeli Ekaterina Kalinčuk              | Ginnastica         | Attrezzi a squadre femminile     |
| Argento  | Nina Bočarova | Ginnastica         | Concorso individuale femminile   |
| Argento  | Marija Gorochovskaja | Ginnastica         | Corpo libero femminile           |
| Argento  | Marija Gorochovskaja | Ginnastica         | Volteggio femminile              |
| Argento  | Marija Gorochovskaja | Ginnastica         | Parallele asimmetriche           |
| Argento  | Marija Gorochovskaja | Ginnastica         | Trave                            |
| Argento  | Šalva Čichladze | Lotta greco-romana | Pesi medio-massimi               |
| Argento  | Rashid Mamedbekov | Lotta libera       | Pesi gallo                       |
| Argento  | Unione Sovietica | Pallacanestro      | Torneo Maschile                  |
| Argento  | Viktor Mednov | Pugilato           | Pesi superleggeri                |
| Argento  | Sergey Shcherbakov | Pugilato           | Pesi welter                      |
| Argento  | Nikolaj Saksonov | Sollevamento pesi  | Pesi piuma                       |
| Argento  | Evgenij Lopatin | Sollevamento pesi  | Pesi leggeri                     |
| Argento  | Grigorij Novak | Sollevamento pesi  | Pesi mediomassimi                |
| Argento  | Boris Andreev | Tiro               | Carabina 50 metri a terra        |
| Bronzo   | Aleksandr Anufriev | Atletica leggera   | 10000 metri piani                |
| Bronzo   | Bruno Junk | Atletica leggera   | Marcia 10000 metri               |
| Bronzo   | Nadežda Chnykina | Atletica leggera   | 200 metri piani femminili        |
| Bronzo   | Aleksandra Čudina | Atletica leggera   | Salto in alto femminile          |
| Bronzo   | Klavdija Točënova | Atletica leggera   | Getto del peso femminile         |
| Bronzo   | Nina Dumbadze | Atletica leggera   | Lancio del disco femminile       |
| Bronzo   | Elena Gorčakova | Atletica leggera   | Lancio del giavellotto femminile |
| Bronzo   | Nina Savina | Canoa/kayak        | K1 500 metri femminile           |
| Bronzo   | Dmytro Leonkin | Ginnastica         | Anelli                           |
| Bronzo   | Galina Minaičeva | Ginnastica         | Volteggio femminile              |
| Bronzo   | Artëm Terjan | Lotta greco-romana | Pesi gallo                       |
| Bronzo   | Nikolay Belov | Lotta greco-romana | Pesi medi                        |
| Bronzo   | Anatoly Bulakov | Pugilato           | Pesi mosca                       |
| Bronzo   | Gennadij Garbuzov | Pugilato           | Pesi gallo                       |
| Bronzo   | Boris Tishin | Pugilato           | Pesi superwelter                 |
| Bronzo   | Anatoly Perov | Pugilato           | Pesi mediomassimi                |
| Bronzo   | Arkadij Vorob'ëv | Sollevamento pesi  | Pesi massimi-leggeri             |
| Bronzo   | Boris Andreev | Tiro               | Carabina 50 metri tre posizioni  |
| Bronzo   | Lev Vajnštejn | Tiro               | Carabina 300 metri tre posizioni |

## Risultati

### Calcio
| Atleta | Classifica |                             |
| --- | --- | --------------------------- |
| V · D · M Nazionale olimpica sovietica · Calcio ai Giochi Olimpici Estivi 1952 1 Ivanov · 2 Križevskij · 3 Bašaškin · 4 Nyrkov · 5 Netto · 6 Petrov · 7 Trofimov · 8 Nikolaev · 9 Bobrov · 10 Marjutin · 11 Il'in · 12 Nikanorov · 13 Gómez · 14 Zjablikov · 15 Antadze · 16 Tenjagin · 17 Beskov · 18 Gogoberidze · 19 Čkuaseli · 20 Margania · CT : Arkad'ev | 9° |                             |
| Nazionale olimpica sovietica · Calcio ai Giochi Olimpici Estivi 1952 | |                             |
| 1 Ivanov · 2 Križevskij · 3 Bašaškin · 4 Nyrkov · 5 Netto · 6 Petrov · 7 Trofimov · 8 Nikolaev · 9 Bobrov · 10 Marjutin · 11 Il'in · 12 Nikanorov · 13 Gómez · 14 Zjablikov · 15 Antadze · 16 Tenjagin · 17 Beskov · 18 Gogoberidze · 19 Čkuaseli · 20 Margania · CT: Arkad'ev                                                                                 | 1 Ivanov · 2 Križevskij · 3 Bašaškin · 4 Nyrkov · 5 Netto · 6 Petrov · 7 Trofimov · 8 Nikolaev · 9 Bobrov · 10 Marjutin · 11 Il'in · 12 Nikanorov · 13 Gómez · 14 Zjablikov · 15 Antadze · 16 Tenjagin · 17 Beskov · 18 Gogoberidze · 19 Čkuaseli · 20 Margania · CT: Arkad'ev | Unione Sovietica (bandiera) |

### Pallacanestro
| Atleta | Classifica |
| --- | ---------- |
| V · D · M Nazionale sovietica - Pallacanestro ai Giochi della XV Olimpiade 3 Vlasov · 4 Butautas · 5 Stonkus · 6 Lõssov · 7 Petkevičius · 8 Jorjik'ia · 9 Konev · 10 Korkia · 11 Kullam · 12 Ozerov · 13 Moiseev · 15 Valdmanis · 17 Kruus · 19 Lagunavičius · All. Stepan Spandarjan | Argento    |
| Nazionale sovietica - Pallacanestro ai Giochi della XV Olimpiade |            |
| 3 Vlasov · 4 Butautas · 5 Stonkus · 6 Lõssov · 7 Petkevičius · 8 Jorjik'ia · 9 Konev · 10 Korkia · 11 Kullam · 12 Ozerov · 13 Moiseev · 15 Valdmanis · 17 Kruus · 19 Lagunavičius · All. Stepan Spandarjan                                                                            |            |

### Pallanuoto
| Atleta | Classifica |                             |
| --- | --- | --------------------------- |
| V · D · M Nazionale maschile sovietica di pallanuoto · Giochi olimpici - Helsinki 1952 Gojchman • Semënov • Teplov • Kokorin • Prokopov • Liferenko • Mshvenieradze • Šljapin • Ušakov • Egorov · CT : - | 7° |                             |
| Nazionale maschile sovietica di pallanuoto · Giochi olimpici - Helsinki 1952 | |                             |
| Gojchman • Semënov • Teplov • Kokorin • Prokopov • Liferenko • Mshvenieradze • Šljapin • Ušakov • Egorov · CT: -                                                                                         | Gojchman • Semënov • Teplov • Kokorin • Prokopov • Liferenko • Mshvenieradze • Šljapin • Ušakov • Egorov · CT: - | Unione Sovietica (bandiera) |